# Zhoř (district de Brno-Campagne)
Pour les articles homonymes, voir Zhoř.
Zhoř (en allemand : Shorsch, auparavant Zhorz) est une commune du district de Brno-Campagne, dans la région de Moravie-du-Sud, en République tchèque. Sa population s'élevait à 70 habitants en 2020.

## Géographie
Zhoř se trouve à 9 km au nord-est de Tišnov, à 27 km au nord-nord-ouest de Brno et à 165 km à l'est-sud-est de Prague.
La commune est limitée par Rašov à l'ouest et au nord, par Brťov-Jeneč à l'est et par Bukovice au sud.

## Histoire
La première mention écrite du village date de 1348.